# Borgsjön, Värmland
Borgsjön är en sjö i Arvika kommun och Eda kommun i Värmland och ingår i Göta älvs huvudavrinningsområde. Sjön är 12 meter djup, har en yta på 1,32 kvadratkilometer och är belägen 116,3 meter över havet. Sjön avvattnas av vattendraget Vaggeälven (Kivilampälven). Vid provfiske har bland annat abborre, gers, gädda och löja fångats i sjön.

## Delavrinningsområde
Borgsjön ingår i det delavrinningsområde (665076-131338) som SMHI kallar för Utloppet av Borgsjön. Medelhöjden är 187 meter över havet och ytan är 13,53 kvadratkilometer. Räknas de 16 avrinningsområdena uppströms in blir den ackumulerade arean 506,28 kvadratkilometer. Vaggeälven (Kivilampälven) som avvattnar avrinningsområdet har biflödesordning 3, vilket innebär att vattnet flödar genom totalt 3 vattendrag innan det når havet efter 307 kilometer. Avrinningsområdet består mestadels av skog (75 procent). Avrinningsområdet har 1,36 kvadratkilometer vattenytor vilket ger det en sjöprocent på 10 procent.

## Fisk
Vid provfiske har följande fisk fångats i sjön:
- Abborre
- Gärs
- Gädda
- Löja
- Mört
- Nors